# Finnerödja socken
Finnerödja socken i Västergötland ingick i Vadsbo härad, ingår sedan 1971 i Laxå kommun och motsvarar från 2016 Finnerödja distrikt.
Socknens areal är 248,92 kvadratkilometer varav 194,53 land. År 2000 fanns här 1 455 invånare. Godset Skagersholm samt tätorten Finnerödja med sockenkyrkan Finnerödja kyrka ligger i socknen.

## Administrativ historik
Socknen bildades omkring 1630 genom en utbrytning ur Tivedsbodarne socken från att före 1587 varit en del av Hova socken. 
Vid kommunreformen 1862 övergick socknens ansvar för de kyrkliga frågorna till Finnerödja församling och för de borgerliga frågorna bildades Finnerödja landskommun. Landskommunen uppgick 1952 i Tivedens landskommun som 1967 uppgick i Laxå köping som 1971 ombildades till Laxå kommun. 1967 övergick sockenområdet till Örebro län Församlingen uppgick 2006 i Finnerödja-Tiveds församling. 2014 överfördes församlingen från Skara stift till Strängnäs stift.
1 januari 2016 inrättades distriktet Finnerödja, med samma omfattning som församlingen hade 1999/2000.
Socknen har tillhört län, fögderier, tingslag och domsagor enligt vad som beskrivs i artikeln Vadsbo härad. De indelta soldaterna tillhörde Skaraborgs regemente, Norra Vadsbo kompani och Livregementets husarer, Vestra Nerikes skvadron.

## Geografi
Finnerödja socken ligger sydväst om Laxå i Tiveden och med Skagern i väster och Unden i sydost. Socknen är en kuperad skogsbygd.

## Fornlämningar
Här finns gravrösen och från järnåldern domarringar.. I närheten finns även en resandebosättning kallad Krämarstaden.

## Namnet
Namnet skrevs 1587 Finnerödia och kommer från kyrkbyn. Efterleden är rydja/rödja, 'röjning'. Förleden är finne och syftar på de svedjefinnar som invandrade hit i slutet av 1500-talet.

## Befolkningsutveckling
| Befolkningsutvecklingen i Finnerödja socken 1810–1990                                                   | Befolkningsutvecklingen i Finnerödja socken 1810–1990 | Befolkningsutvecklingen i Finnerödja socken 1810–1990 | Befolkningsutvecklingen i Finnerödja socken 1810–1990 | Befolkningsutvecklingen i Finnerödja socken 1810–1990 |
| --- | ----------------------------------------------------- | ----------------------------------------------------- | ----------------------------------------------------- | ----------------------------------------------------- |
| |                                                       |                                                       |                                                       |                                                       |
| År |                                                       |                                                       | Folkmängd                                             |                                                       |
| 1810 | 1810                                                  |                                                       | 1 542                                                 |                                                       |
| 1820 | 1820                                                  |                                                       | 1 678                                                 |                                                       |
| 1830 | 1830                                                  |                                                       | 1 974                                                 |                                                       |
| 1840 | 1840                                                  |                                                       | 2 210                                                 |                                                       |
| 1850 | 1850                                                  |                                                       | 2 428                                                 |                                                       |
| 1860 | 1860                                                  |                                                       | 2 773                                                 |                                                       |
| 1870 | 1870                                                  |                                                       | 3 126                                                 |                                                       |
| 1880 | 1880                                                  |                                                       | 3 278                                                 |                                                       |
| 1890 | 1890                                                  |                                                       | 3 184                                                 |                                                       |
| 1900 | 1900                                                  |                                                       | 2 945                                                 |                                                       |
| 1910 | 1910                                                  |                                                       | 2 730                                                 |                                                       |
| 1920 | 1920                                                  |                                                       | 2 392                                                 |                                                       |
| 1930 | 1930                                                  |                                                       | 2 148                                                 |                                                       |
| 1940 | 1940                                                  |                                                       | 1 965                                                 |                                                       |
| 1950 | 1950                                                  |                                                       | 1 854                                                 |                                                       |
| 1960 | 1960                                                  |                                                       | 1 944                                                 |                                                       |
| 1970 | 1970                                                  |                                                       | 1 495                                                 |                                                       |
| 1980 | 1980                                                  |                                                       | 1 489                                                 |                                                       |
| 1990 | 1990                                                  |                                                       | 1 453                                                 |                                                       |
| Anm: Källor: Umeå universitet - Tabellverket 1749-1859, Demografiska databasen, CEDAR, Umeå universitet |                                                       |                                                       |                                                       |                                                       |